# Walt Disney World Monorail
Le domaine de loisirs Walt Disney World Resort, situé en Floride à une trentaine de kilomètres d'Orlando, possède un système de transport par monorail qui achemine en moyenne plus de 150 000 voyageurs par jour, cinquante millions par an, ce qui en fait le système de monorail le plus utilisé au monde après le monorail de Chongqing et le monorail de Tokyo. La première partie du monorail, une boucle de 4,5 km avec quatre stations, est ouverte au public le 1er octobre 1971 et depuis lors n'a jamais été arrêtée. Ce parc possède également un PeopleMover qui n'est utilisé que comme attraction.

## Lignes
Trois lignes de monorail, entièrement en viaduc, œuvrent sur le Walt Disney World Resort : deux d'entre elles forment une double boucle autour du Seven Seas Lagoon, la troisième mène au parc d'Epcot. La station Transportation and Ticket Center est commune à toutes les lignes. Cette station permet de rejoindre les deux principaux parcs d'attractions de Disneyworld : Magic Kingdom et Epcot Center. Elle est implantée au centre d'un immense parking où les visiteurs doivent laisser leur voiture. Cette station est également en correspondance avec les lignes d'autobus qui assurent la diffusion complémentaire des visiteurs vers les résidences hôtelières ou récréatives, mais aussi vers le 3e parc d'attractions le plus récent : Disney's Hollywood Studios
Chaque voie est constituée de poutres de béton pré-contraint de 66 cm de large, supportées par des piliers de béton disposés approximativement tous les 15 m. L'ensemble fait à peu près 22,5 km de voie simple en comptant les voies de garages, soit une double boucle à peu près circulaire de 4,5 km et une ligne de 12 km..
Les stations sont conçues à deux quais : un quai sortie du véhicule et un quai entrée, où les voyageurs sont dirigés par du personnel Disney, devant les emplacements des portes du train qui va arriver.
L'entretien et le garage du matériel roulant sont assurés dans un atelier comportant onze voies, relié aux trois lignes de monorail par un raccordement de 950 m.

### Ligne Magic Kingdom Resort

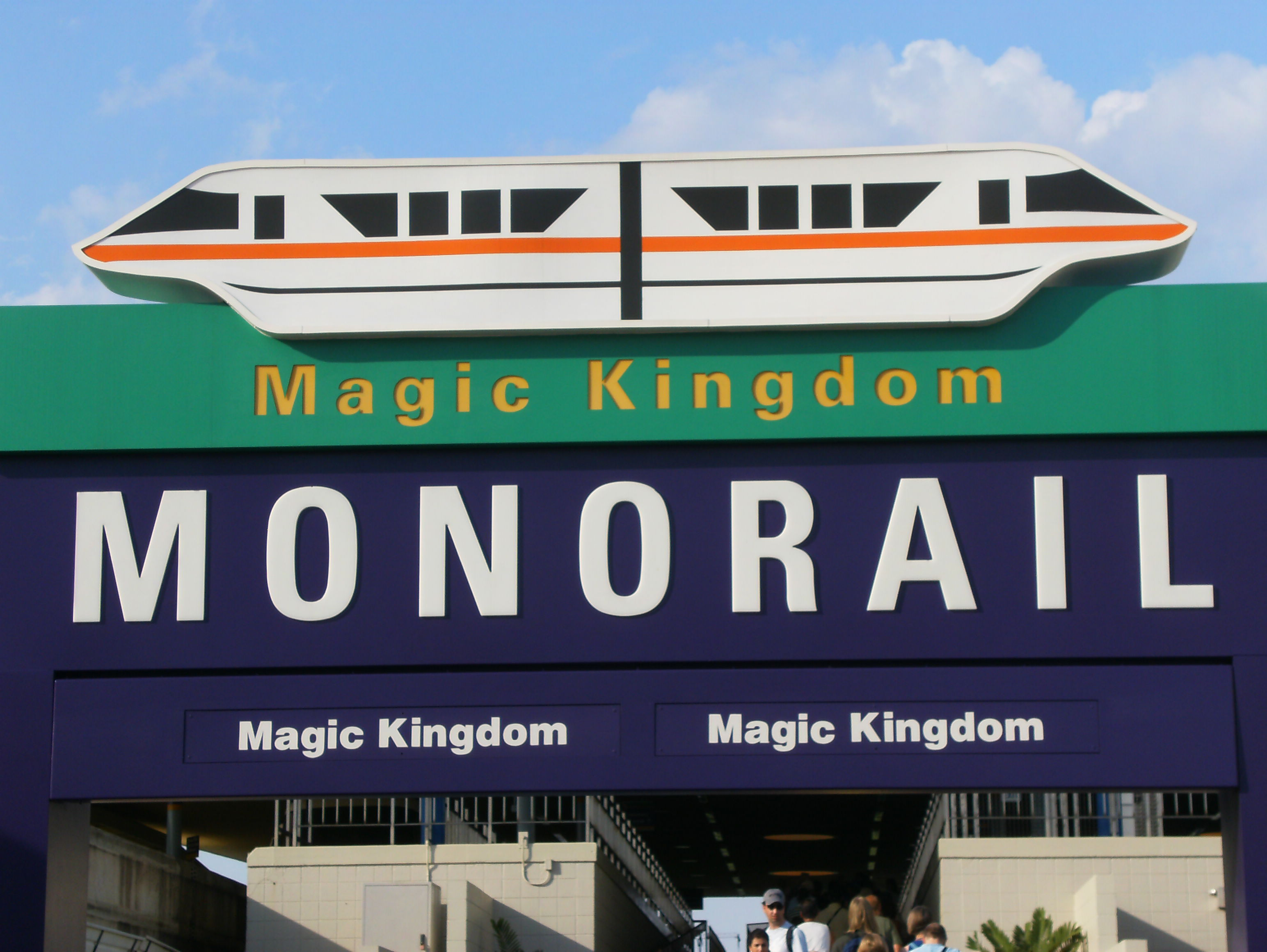

Cette ligne omnibus ouverte en octobre 1971 relie le Magic Kingdom au Transportation and Ticket Center, avec des arrêts aux hôtels Disney's Contemporary Resort, Disney's Polynesian Resort et Disney's Grand Floridian Resort. Cette boucle intérieure de 4,5 km de voie simple, est parcourue par les trains dans le sens des aiguilles d'une montre. La station du Grand Floridian date de 1988 avec l'ouverture de l'hôtel.

### Ligne Magic Kingdom Express
Ouverte en même temps que la ligne omnibus, le service Express fonctionne dans le sens inverse des aiguilles d'une montre autour de la boucle extérieure. Elle relie le Magic Kingdom au Transportation and Ticket Center.

### Ligne EPCOT

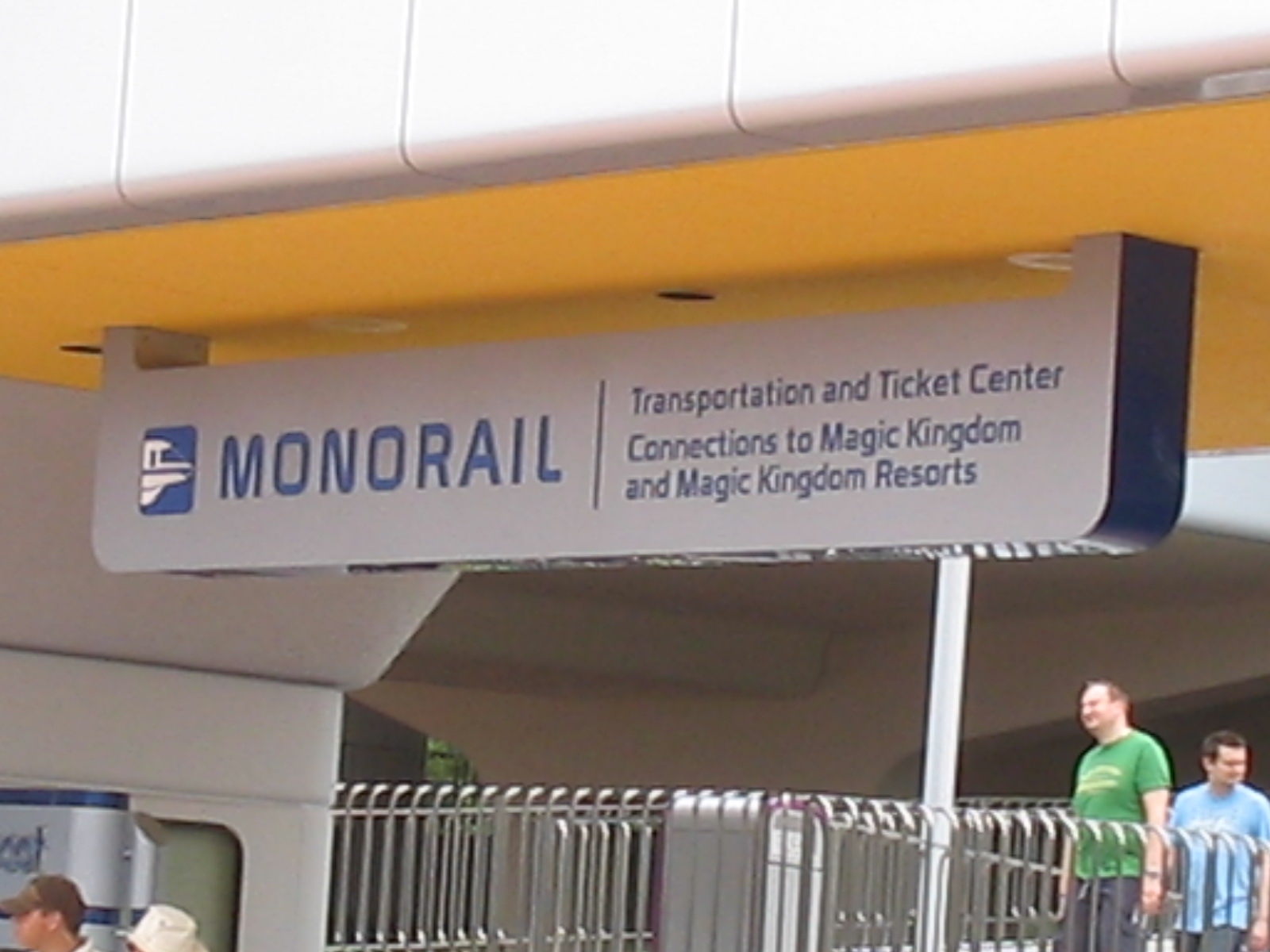

Cette ligne relie Epcot au Transportation and Ticket Center et à la gare centrale en passant dans le parc au pied du Spaceship Earth. Mise en service le 1er octobre 1982 et ne comptant que deux arrêts, cette ligne, d'une longueur de 12 km, comprend une boucle de retournement à chacune de ses extrémités

## Système technique

### Véhicules

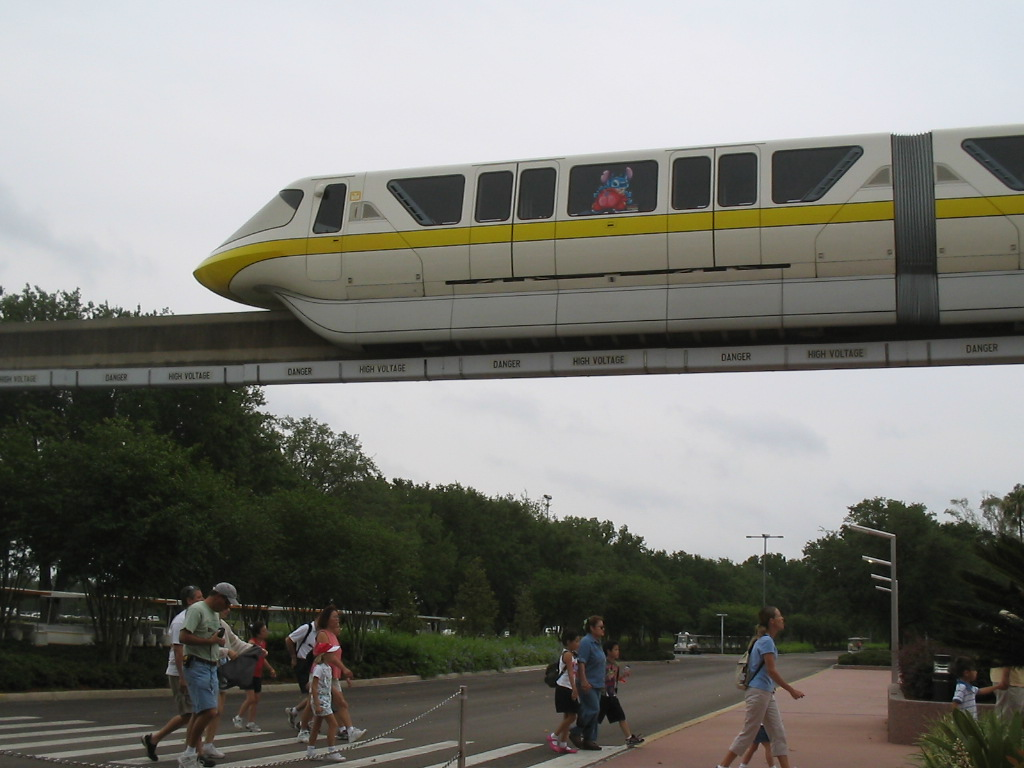
Le monorail Mark VI Yellow.

Les monorails TGI-Bombardier ont été conçus initialement par la firme Disney pour l'équipement de ses parcs d'attractions. Le premier modèle a vu le jour à Disneyland (Anaheim, Californie) en 1959 sous la dénomination de Mark I. En 1985, le Transportation Group Inc. a repris la licence ; TGI a été racheté par la suite par Bombardier.
Les deux versions du monorail sont inspirées du Disneyland Monorail.
Les premiers véhicules Mark IV furent utilisés de 1971 à 1989. L'aspect des voitures avant et arrière est inspiré par le profilé aérodynamique des avions construit par l'avionneur Learjet. Deux de ces trains ont été envoyés à Las Vegas afin d'être utilisés pour le monorail de Bally's-MGM.
Les trains en service de 1989 sont du type Mark VI. Construit par Bombardier, cette version possède une capacité accrue d'emport de passagers, ainsi qu'un système d'air conditionné amélioré, des portes automatiques et des systèmes de sécurité renforcés. Chaque train ou rame est constitué de six voitures pour une longueur totale de 62 m. Chaque voiture est placée sur des roues pneumatiques et propulsée par un système sous 600 volts continu comprenant huit moteurs notés à 84 kW, la puissance étant répartie des deux côtés du train.
Chaque train dispose également de sept onduleurs à bord qui convertissent le 600 V CC en 230 V CA pour une utilisation par les climatiseurs et le compresseur d'air, et dispose en outre d'une alimentation basse tension de 37 V CC alimentée par batterie qui alimente l'électronique du train.
Si les trains peuvent rouler à 80 km/h, en réalité la vitesse en ligne est limitée à 94 km 8 h.
Chaque voiture de largeur 2,24 m. offre 20 places assises et 40 debout. Le roulement sur pneu, avec grandes roues axiales, et le guidage, avec 8 roues par bogie, rendent le système silencieux et sans vibrations, ce qui est nécessaire compte-tenu que le train passe à proximité immédiate de chambres d'hôtels. De plus, ce roulement autorise des rampes élevées (7 %).
Le domaine exploite douze trains de type Mark VI. Chaque train est identifiable par la couleur de la bande sur son flanc : ■ rouge (red), ■ orange (orange), ■ jaune (yellow), ■ vert clair (lime), ■ vert (green), ■ bleu (blue), ■ corail (coral), ■ argent (silver), ■ or (gold), ■ noir (black), ■ sarcelle (teal), mise en service fin 2009, ■ pêche (peach), mise en service septembre 2011
Deux anciennes rames ont été retirées du service après leur collision en juillet 2009 : la ■ rose (pink)  dont la partie avant et la ■ mauve (purple) dont la partie arrière furent réutilisées pour la rame sarcelle.

### Automatisation
Si les trains sont équipés d'automatismes de contrôle, le pilotage est à l'origine manuel.
À partir de juin 2014, commencent des travaux d'automatisation du système. Disney a déclaré que le système fournirait un service plus efficace avec une sécurité accrue, ainsi qu'une répartition plus fréquente des trains, des heures de commutation plus rapides et des informations sur l'arrivée du monorail. Des pilotes sont toujours assis dans la cabine avant, mais ne conduisent le monorail qu'en cas d'urgence, un pilotage automatique fonctionnant le reste du temps. Les préposés à la plate-forme utilisent un panneau de commande pour expédier et faire fonctionner le système.

### Ateliers
Les ateliers de réparations des monorails sont situés comme à Disneyland à côté de ceux du train du parc à thème (ici Magic Kingdom). Ils sont une partie de l'énorme complexe de coulisses, tout au nord du domaine, baptisé Central Shop North. Ils consistent en deux hangars de 6 baies, chacune pouvant accueillir un train complet.
Des connexions entre les trois lignes permettent aux rames de rejoindre les ateliers.
Un système de draisine pour monorail existe et permet de réparer ou tracter un train en panne.

#### Accident
Le 5 juillet 2009, une collision entre le train rose (pink) et le train mauve (purple) du monorail a provoqué la mort du jeune chauffeur âgé de 21 ans, premier accident fatal pour ce moyen de transport en exercice depuis 38 ans.
Le 16 octobre 2009, le complexe prévoit de créer une nouvelle rame de couleur sarcelle (bleu-vert) en utilisant les parties non abimées des rames rose et mauve accidentées en juillet, portant le nombre de rames à onze tandis qu'une douzième est en construction.